# Эдельвейс (песня)
Эдельве́йс (англ. Edelweiss) — популярная песня из мюзикла «Звуки музыки» (впервые вышел в 1959 году) Роджерса и Хаммерстайна, где исполнялась персонажем капитана Георга Людвига фон Траппа (первым исполнителем был Теодор Бикель в дуэте с Мэри Мартин) и членами его семьи во время концерта ближе к концу второго акта, как выражение австрийского патриотизма перед лицом свершившего аншлюса и принуждения фон Траппа к службе в Кригсмарин, так и внутреннего прощания со своей любимой родиной, символом верности которой выступает цветок эдельвейса альпийского.
В экранизации 1965 года песню поёт капитан фон Трапп (Кристофер Пламмер), когда он заново открывает для себя музыку со своими детьми.
Это была последняя песня, написанная Оскаром Хаммерстайном II, умершим в августе 1960 года.

## Создание
Пока «Звуки музыки» проходили отборочные испытания в Бостоне, Ричард Роджерс посчитал, что капитану фон Траппу необходима песня, в которой он прощается со своей горячо любимой родиной. Роджерс и Оскар Хаммерстайн II решили написать дополнительную песню, которую фон Трапп будет петь во время фестивальных концертов ближе к концу выступления. Во время работы над музыкальной композицией они решили, что она хорошо подходит для Теодора Бикеля, который был выбран на роль капитана. В первоначальном сценарии, написанном Линдсей и Краусом, есть сцена, где Гретль преподносит букет эдельвейсов баронессе Эльзе Шрёдер во время посещения последней дома фон Траппов. Здесь эдельвейс выступает метафорой простого полевого цветка, являющегося символом Австрии, память о которой капитан фон Трапп, его супруга Мария и их дети будут хранить в своих сердцах, несмотря на захват их родины нацистами.
Роджерс представил простую, но захватывающую и трогательную мелодию в стиле вальса к простой стихотворной лирике в итальянском стиле ритурнель о появлении цветка эдельвейса, написанной Хаммерстайном. «Эдельвейс» оказалась одной из самых любимых песен как в мюзикле, так у Роджерса и Хаммерстайна и стала их последней совместной работой в связи со смертью Хаммерстайна, страдавшего раком желудка, спустя девять месяцев после первой постановки «Звуков музыки» на сцене Бродвея.

## В кино
Хотя в постановке песня исполнялась только во время концерта, в экранизации по сценарию Эрнеста Лемана песня звучит дважды, поскольку он написал ещё одну сцену вдохновлённую строкой исходного сценария Говарда Линдси и Рассела Кроуза, где капитана фон Траппа просят спеть «Эдельвейс» в семейной гостиной вместе со своими детьми и заново открыть для себя любовь, которую он испытывал к ним, под аккомпанемент Лизл. Леман включил эпизод исполнения песни на концертной сцене Зальцбургского фестиваля, так чтобы капитан фон Трапп и его семья призывали зрителей присоединиться к их исполнению для создания обстановки противостояния нацистским солдатам, размещённым вокруг.
Хотя роль капитана фон Траппа исполнял актёр Кристофер Пламмер, тем не менее при озвучке исполнения песни был вставлен голос певца Билла Ли.
Джозефин Сяо исполнила песню на кантонском диалекте китайского языка в вышедшем в 1967 году фильме «Убийца молнии».
Стивен Мойер исполнил песню в телесериале The Sound of Music Live!, вышедшем в 2013 году, где сыграл роль роль фон Траппа.
В одноимённой экранизации романа Филиппа Дика «Человек в высоком замке» песня в исполнении Джанетт Ольссон стала музыкальной заставкой к вступительным титрам.

## Ошибки восприятия
Эдельвейс является в стране очень известным цветком и был помещён на монету достоинством в 1 австрийский шиллинг. А после введения евро выпускаются монеты в 2 евроцента. Сам цветок находится под государственной экологической охраной и его запрещено срывать. Эдельвейс носится в качестве эмблемы на головных уборах военнослужащими Вооружённых сил Австрии и баварскими горными стрелками.
Огромная популярность песни в англоязычной среде вызвала у людей ошибочное представление, что она является народной или даже официальным государственным гимном Австрии. На самом деле действующим гимном Австрии является «Страна гор, страна потоков», а с 1929 года и до аншлюса им был «Будь бесконечно благословенна».
Нередко «Эдельвейс» путают с другой песней — Ol’ Man River из мюзикла Show Boat также написанной на стихи Хаммерстайна, которая ошибочно считается образцом негритянского спиричуэлса. Подобного же рода заблуждения относительно двух песен были отмечены двумя авторами, оба из которых считают это свидетельством талантливости Хаммерстайна. Так Элисон Макламор в своей монографии, посвящённой музыкальному театру, писала: «Последней последней песней, написанной для спектакля, была „Эдельвейс“, нежная дань уважения местному цветку, имеющая оттенок самобытной австрийской народной песни, так же как „Ol' Man River“ поразив слушателей своим истинным афроамериканским спиричуэлсом». В свою очередь Хью Форден в биографии Хаммерстайна отметил «способности авторов подражать качеству самобытной народной песни … „Ol' Man River“ прозвучала как песня чернокожего рабочего … Тридцать лет спустя „Эдельвейс“ оказался, как считали многие, старинной австрийской песней, хотя и Оскар … сочинил её для „Звуков музыки“».
Теодор Бикель вспоминал в автобиографии, что после выступления к нему однажды подошёл коренной австриец и сказал: «Я люблю эту „Эдельвейс“», а затем добавил с полной уверенностью: «Конечно, я знаю её давно, но только по-немецки».
Ещё одной фактологической ошибкой является представление о том, что данная песня являлась настоящим гимном нацистов, несмотря на то, что она никогда не была ни пронацистским произведением в рамках «Звуков музыки», ни никогда не существовала в эпоху нацистской Германии.

## Вопросы с авторским правом
Роджерс и Хаммерстайн не разрешили использование альтернативных текстов с мелодией песни, что сделало определённые коммерческие использования данных версий вероятно нарушающими их авторские права, если они не подпадают под добросовестное использование. Роджерс заявил, что «он подаст в суд на любую группу», использующую мелодию «Эдельвейс» с изменёнными словами; нынешние правообладатели исполняют его пожелания, отказываясь предоставить разрешение на эти коммерческие запросы, которые «несовместимы с намерениями создателей».